# Тригонометријске функције
Тригонометријске функције су функције угла. Добиле су име по грани математике која их користи за решавање троуглова, а која се назива тригонометрија. 
Када је угао, дакле аргумент ових функција реалан број, тада су то функције равнинске тригонометрије: синус и косинус, од којих се изводе све остале. Од осталих основних функција угла често су у употреби тангенс, па и котангенс, затим, мало ређе се срећу косеканс и секанс, и коначно најређе синус версус и косинус версус. Када је угао комплексан број тада функције угла могу прећи у хиперболичке функције.
Инверзне тригонометријске функције зову се циклометријске функције и аркус-функције, тј. функција-1. 

## Дефиниције
Основне тригонометријске функције синус, косинус и тангенс се обично дефинишу помоћу правоуглог троугла, слика десно.
{\displaystyle x=r\cdot \cos \phi ,\;y=r\cdot \sin \phi ,\;{\frac {y}{x}}=\operatorname {tg} \phi .}
Позитиван математички угао има супротан смер од казаљке на сату, слично као и кретање Сунца у односу на сунчеву сенку на слици 2.

## Тригонометријска кружница
На слици (3) доле је кружница полупречника један са центром у исходишту, тј. {\displaystyle x^{2}+y^{2}=1,} која се зове тригонометријска кружница. 
У следећој дефиницији и теореми (1), тангенс и котангенс (б) се у англосаксонским земљама означавају tan и cot, косеканс (в) се и код нас означава cosec.
Дефиниција 1
Тригонометријске реалне функције угла φ дефинишу се једнакостима
(а) {\displaystyle \cos ^{2}\phi +\sin ^{2}\phi =1,\,} синус и косинус су реални бројеви;
(б) {\displaystyle \operatorname {tg} \phi ={\frac {\sin \phi }{\cos \phi }},\;\operatorname {ctg} \phi ={\frac {\cos \phi }{\sin \phi }},} тангенс и котангенс;
(в) {\displaystyle \sec \phi ={\frac {1}{\cos \phi }},\;\csc \phi ={\frac {1}{\sin \phi }},} секанс и косеканс.
(г) {\displaystyle \operatorname {vercos} \phi =1-\sin \phi ,\;\operatorname {versin} =1-\cos \phi ,} косинус версус и синус версус.
Функције (в), а нарочито (г) ретко срећемо.
Теорема 1
(а) {\displaystyle {\overline {OA}}=\cos \phi ,\;{\overline {OC}}=\sin \phi ,} косинус и синус;
(б) {\displaystyle {\overline {BE}}=\operatorname {tg} \phi ,\;{\overline {FG}}=\operatorname {ctg} \phi ,} тангенс и котангенс;
(в) {\displaystyle {\overline {OE}}=\sec \phi ,\;{\overline {OG}}=\csc \phi ,} секанс и косеканс.
ДоказТачка Т са слике 1. овде (сл.2.) је тачка D.
(а) Следи непосредно због полупречника r = 1.
(б) Уочимо сличне троуглове {\displaystyle \Delta EBO\sim \Delta DAO,} одакле {\displaystyle {\overline {BE}}:{\overline {OB}}={\overline {AD}}:{\overline {OA}},} тј. {\displaystyle {\overline {BE}}:1=\sin \phi :\cos \phi ;} уочимо сличне троуглове {\displaystyle \Delta GFO\sim \Delta OAD,} одатле {\displaystyle {\overline {FG}}:{\overline {FO}}={\overline {OA}}:{\overline {AD}},} тј. {\displaystyle {\overline {FG}}:1=\cos \phi :\sin \phi .}
(в) Из истих сличних троуглова (б) добијамо {\displaystyle {\overline {OE}}:{\overline {OB}}={\overline {OD}}:{\overline {OA}},} тј. {\displaystyle {\overline {OE}}:1=1:\cos \phi ;} затим {\displaystyle {\overline {OG}}:{\overline {OF}}={\overline {OD}}:{\overline {AD}},} тј. {\displaystyle {\overline {OG}}:1=1:\sin \phi .}
Крај доказа.

## Посебни углови
Овде ће бити анализиране особине вредности тригонометријских функција за посебне углове.

### Предзнак
На претходној слици (3) представљен је Декартов правоугли систем координата и тачка D на тригонометријској кружници. Угао BOD = φ може неограничено расти док покретни крак угла (OD) пролази редом кроз први, други, трећи и четврти квадрант, а затим поново по истом кругу. Дакле, угао φ може расти до 360° и даље. При томе се пројекције тачке D на апсцису и ординату увек рачунају као косинус и синус угла φ. То значи да је косинус позитиван када је тачка  у првом и четвртом квадранту, а да је синус позитиван када је тачка  у првом и другом квадранту. Детаљно то видимо у следећој табели:
| Квадрант | 1. (0°-90°) | 2. (90°-180°) | 3. (180°-270°) | 4. (270°-360°) |
| -------- | ----------- | ------------- | -------------- | -------------- |
| синус    | +           | +             | -              | -              |
| косинус  | +           | -             | -              | +              |
| тангенс  | +           | -             | +              | -              |

### Свођење на први квадрант
Лако је преко тригонометријске кружнице или адиционих формула проверити тачност формула за свођење вредности тригонометријских функција на функције углова из првог квадранта:
{\displaystyle \cos(180^{o}-\phi )=-\cos \phi ,\;\sin(180^{o}-\phi )=\sin \phi ,}
{\displaystyle \cos(180^{o}+\phi )=-\cos \phi ,\;\sin(180^{o}+\phi )=-\sin \phi ,}
{\displaystyle \cos(-\phi )=\cos \phi ,\;\sin(-\phi )=-\sin \phi .}
Функције косинус и синус су периодичне са основним периодом 360°, a функција тангенс је периодична са периодом 180°:
{\displaystyle \cos(360^{o}+\phi )=\cos \phi ,\;\sin(360^{o}+\phi )=\sin \phi ,\;\operatorname {tg} (180^{o}+\phi )=\operatorname {tg} \phi .}
Период синусне и косинусне функције може се наћи из формуле:
{\displaystyle T={\frac {2\pi }{\omega }}}
Тако је период функције {\displaystyle \sin {2\alpha }} једнак {\displaystyle T={\frac {2\pi }{2}}}, односно {\displaystyle \pi }.
Функције углове већих од 360 степени претходним формулама се своде на функције мањих углова, а затим даље, ако је потребно, на први квадрант, на начин видљив у следећој табели:
| {\displaystyle \beta \,}                     | {\displaystyle {\frac {\pi }{2}}+\alpha }      | {\displaystyle \pi +\alpha \,}                | {\displaystyle {\frac {3\,\pi }{2}}+\alpha }   | {\displaystyle {\frac {\pi }{2}}-\alpha }     | {\displaystyle \pi -\alpha \,}                 | {\displaystyle {\frac {3\,\pi }{2}}-\alpha }  | {\displaystyle 2\,\pi -\alpha }               |
| {\displaystyle \sin \beta \,}                | {\displaystyle \cos \alpha \,}                 | {\displaystyle -\sin \alpha \,}               | {\displaystyle -\cos \alpha \,}                | {\displaystyle \cos \alpha \,}                | {\displaystyle \sin \alpha \,}                 | {\displaystyle -\cos \alpha \,}               | {\displaystyle -\sin \alpha \,}               |
| {\displaystyle \cos \beta \,}                | {\displaystyle -\sin \alpha \,}                | {\displaystyle -\cos \alpha \,}               | {\displaystyle \sin \alpha \,}                 | {\displaystyle \sin \alpha \,}                | {\displaystyle -\cos \alpha \,}                | {\displaystyle -\sin \alpha \,}               | {\displaystyle \cos \alpha \,}                |
| {\displaystyle \operatorname {tg} \,\beta }  | {\displaystyle -\operatorname {ctg} \,\alpha } | {\displaystyle \operatorname {tg} \,\alpha }  | {\displaystyle -\operatorname {ctg} \,\alpha } | {\displaystyle \operatorname {ctg} \,\alpha } | {\displaystyle -\operatorname {tg} \,\alpha }  | {\displaystyle \operatorname {ctg} \,\alpha } | {\displaystyle \operatorname {tg} \,\alpha }  |
| {\displaystyle \operatorname {ctg} \,\beta } | {\displaystyle -\operatorname {tg} \,\alpha }  | {\displaystyle \operatorname {ctg} \,\alpha } | {\displaystyle -\operatorname {tg} \,\alpha }  | {\displaystyle \operatorname {tg} \,\alpha }  | {\displaystyle -\operatorname {ctg} \,\alpha } | {\displaystyle \operatorname {tg} \,\alpha }  | {\displaystyle \operatorname {ctg} \,\alpha } |

У општем случају то се може записати овако:
{\displaystyle f(n\pi +\alpha )=\pm f(\alpha )}
{\displaystyle f(n\pi -\alpha )=\pm f(\alpha )}
{\displaystyle f\left({\frac {(2n+1)\pi }{2}}+\alpha \right)=\pm g(\alpha )}
{\displaystyle f\left({\frac {(2n+1)\pi }{2}}-\alpha \right)=\pm g(\alpha )}
Притом је f — произвољна тригонометријска функција, g — одговарајућа јој функција (косинус за синуса, синус за косинус и аналогно за остале функције), а n — цео број.

## Вредности тригонометријских функција
За неке од углова из првог квадранта се функције лакше израчунавају:
| {\displaystyle \phi \,}                  | 0° | 30°                                    | 45°                                    | 60°                                    | 90°                         |
| ---------------------------------------- | -- | -------------------------------------- | -------------------------------------- | -------------------------------------- | --------------------------- |
| {\displaystyle \sin \phi \,}             | 0  | {\displaystyle {\frac {1}{2}}}         | {\displaystyle {\frac {\sqrt {2}}{2}}} | {\displaystyle {\frac {\sqrt {3}}{2}}} | 1                           |
| {\displaystyle \cos \phi \,}             | 1  | {\displaystyle {\frac {\sqrt {3}}{2}}} | {\displaystyle {\frac {\sqrt {2}}{2}}} | {\displaystyle {\frac {1}{2}}}         | 0                           |
| {\displaystyle \operatorname {tg} \phi } | 0  | {\displaystyle {\frac {\sqrt {3}}{3}}} | 1                                      | {\displaystyle {\sqrt {3}}}            | {\displaystyle \pm \infty } |

Један од начина израчунавања ових вредности је приказан у прегледу основних углова. Из табеле се види да су већ код „основних“ углова тригонометријске функције ирационални бројеви и да би слични изрази за друге углове могли бити још сложенији. Једноставнији од тих сложенијих израза био би, на пример {\displaystyle \sin 15^{o}={\frac {{\sqrt {3}}-1}{2{\sqrt {2}}}},} и то је најмањи угао чији се синус може представити писањем просте алгебарске комбинације рационалних бројева и коренова. Вековима су тригонометријске вредности записиване у тригонометријске таблице, на 5 до 10 децимала, a у последње време користи се скоро искључиво рачунар или калкулатор.
Вредности тригонометријских функција неких углова које се нешто дужим путем израчунавају дати су у следећој табели:
| {\displaystyle \alpha \,}                     | {\displaystyle {\frac {\pi }{12}}=15^{\circ }}          | {\displaystyle {\frac {\pi }{10}}=18^{\circ }}                  | {\displaystyle {\frac {\pi }{8}}=22.5^{\circ }}                | {\displaystyle {\frac {\pi }{5}}=36^{\circ }}                   | {\displaystyle {\frac {3\,\pi }{10}}=54^{\circ }}               | {\displaystyle {\frac {3\,\pi }{8}}=67.5^{\circ }}             | {\displaystyle {\frac {2\,\pi }{5}}=72^{\circ }}                |
| {\displaystyle \sin \alpha \,}                | {\displaystyle {\frac {{\sqrt {3}}-1}{2\,{\sqrt {2}}}}} | {\displaystyle {\frac {{\sqrt {5}}-1}{4}}}                      | {\displaystyle {\frac {\sqrt {2-{\sqrt {2}}}}{2}}}             | {\displaystyle {\frac {\sqrt {5-{\sqrt {5}}}}{2\,{\sqrt {2}}}}} | {\displaystyle {\frac {{\sqrt {5}}+1}{4}}}                      | {\displaystyle {\frac {\sqrt {2+{\sqrt {2}}}}{2}}}             | {\displaystyle {\frac {\sqrt {5+{\sqrt {5}}}}{2\,{\sqrt {2}}}}} |
| {\displaystyle \cos \alpha \,}                | {\displaystyle {\frac {{\sqrt {3}}+1}{2\,{\sqrt {2}}}}} | {\displaystyle {\frac {\sqrt {5+{\sqrt {5}}}}{2\,{\sqrt {2}}}}} | {\displaystyle {\frac {\sqrt {2+{\sqrt {2}}}}{2}}}             | {\displaystyle {\frac {{\sqrt {5}}+1}{4}}}                      | {\displaystyle {\frac {\sqrt {5-{\sqrt {5}}}}{2\,{\sqrt {2}}}}} | {\displaystyle {\frac {\sqrt {2-{\sqrt {2}}}}{2}}}             | {\displaystyle {\frac {{\sqrt {5}}-1}{4}}}                      |
| {\displaystyle \operatorname {tg} \,\alpha }  | {\displaystyle 2-{\sqrt {3}}}                           | {\displaystyle {\sqrt {1-{\frac {2}{\sqrt {5}}}}}}              | {\displaystyle {\sqrt {\frac {{\sqrt {2}}-1}{{\sqrt {2}}+1}}}} | {\displaystyle {\sqrt {5-2\,{\sqrt {5}}}}}                      | {\displaystyle {\sqrt {1+{\frac {2}{\sqrt {5}}}}}}              | {\displaystyle {\sqrt {\frac {{\sqrt {2}}+1}{{\sqrt {2}}-1}}}} | {\displaystyle {\sqrt {5+2\,{\sqrt {5}}}}}                      |
| {\displaystyle \operatorname {ctg} \,\alpha } | {\displaystyle 2+{\sqrt {3}}}                           | {\displaystyle {\sqrt {5+2\,{\sqrt {5}}}}}                      | {\displaystyle {\sqrt {\frac {{\sqrt {2}}+1}{{\sqrt {2}}-1}}}} | {\displaystyle {\sqrt {1+{\frac {2}{\sqrt {5}}}}}}              | {\displaystyle {\sqrt {5-2\,{\sqrt {5}}}}}                      | {\displaystyle {\sqrt {\frac {{\sqrt {2}}-1}{{\sqrt {2}}+1}}}} | {\displaystyle {\sqrt {1-{\frac {2}{\sqrt {5}}}}}}              |

Када тачка D једном обиђе кружницу пређе пут 2π односно направи 360°. Лук дужине π одговара углу 180° - испружени угао, π/2 је 90° - прави угао, π/3 је 60°, π/4 је 45°, π/6 је 30°, и уопште лук дужине x радијана одговара углу 360x/2π степени. За један радијан, х = 1, добија се угао 57,2957795... степени, тј. у степенима, минутима и секундама 57°17'44,8". Један степен има 60 минута, а једна минута има 60 секунди. Изрази минуте и секунде потичу од латинских речи: partes minutae primae и partes minutae secundae, тј. први мали делови и други мали делови. Математички текстови за јединицу угла подразумевају радијан.

## Редови
Тригонометријске функције се, такође, могу представљати (бесконачним) редовима:
{\displaystyle \sin x=x-{\frac {x^{3}}{3!}}+{\frac {x^{5}}{5!}}-{\frac {x^{7}}{7!}}+...=\sum _{n=0}^{\infty }{\frac {(-1)^{n}x^{2n+1}}{(2n+1)!}}}
{\displaystyle \cos x=1-{\frac {x^{2}}{2!}}+{\frac {x^{4}}{4!}}-{\frac {x^{6}}{6!}}+...==\sum _{n=0}^{\infty }{\frac {(-1)^{n}x^{2n}}{(2n)!}}}
Ови редови се могу употребити и за дефинисање тригонометријских функција комплексног броја z, и хиперболичких функција.
Имајући у виду једнакости {\displaystyle \operatorname {tg} \,x={\frac {\sin x}{\cos x}},} {\displaystyle \operatorname {ctg} \,x={\frac {\cos x}{\sin x}},} {\displaystyle \sec x={\frac {1}{\cos x}}} и {\displaystyle \operatorname {cosec} \,x={\frac {1}{\sin x}},} у Тејлоров ред се могу разложити следеће функције:
{\displaystyle {\operatorname {tg} \,x=x+{\frac {1}{3}}\,x^{3}+{\frac {2}{15}}\,x^{5}+{\frac {17}{315}}\,x^{7}+{\frac {62}{2835}}\,x^{9}+\cdots =\sum _{n=1}^{\infty }{\frac {2^{2n}(2^{2n}-1)|B_{2n}|}{(2n)!}}x^{2n-1}\quad \left(-{\frac {\pi }{2}}<x<{\frac {\pi }{2}}\right),}}
{\displaystyle {\operatorname {ctg} \,x={\frac {1}{x}}-{\frac {x}{3}}-{\frac {x^{3}}{45}}-{\frac {2x^{5}}{945}}-{\frac {x^{7}}{4725}}-\cdots ={\frac {1}{x}}+\sum _{n=1}^{\infty }{\frac {(-1)^{n}2^{2n}|B_{2n}|}{(2n)!}}\,x^{2n-1}\quad \left(-\pi <x<\pi \right),}}
{\displaystyle {\sec x=1+{\frac {1}{2}}\,x^{2}+{\frac {5}{24}}\,x^{4}+{\frac {61}{720}}\,x^{6}+{\frac {277}{8064}}\,x^{8}+\cdots =1+\sum _{n=1}^{\infty }{\frac {E_{n}}{(2n)!}}\,x^{2n},\quad \left(-{\frac {\pi }{2}}<x<{\frac {\pi }{2}}\right),}}
{\displaystyle {\csc x={\frac {1}{x}}+{\frac {1}{6}}\,x+{\frac {7}{360}}\,x^{3}+{\frac {31}{15120}}\,x^{5}+{\frac {127}{604800}}\,x^{7}+\cdots ={\frac {1}{x}}+\sum _{n=1}^{\infty }{\frac {2\,(2^{2n-1}-1)B_{n}}{(2n)!}}x^{2n-1}\quad \left(-\pi <x<\pi \right),}}

## Графици
Тригонометријске функције се могу графички представити. На следећим сликама су приказани њихови графици:

## Парност
Косинус и секанс су парне функције, док су преостале четири непарне функције:
{\displaystyle \sin \left(-\alpha \right)=-\sin \alpha \,,}
{\displaystyle \cos \left(-\alpha \right)=\cos \alpha \,,}
{\displaystyle \mathop {\mathrm {tg} } \,\left(-\alpha \right)=-\mathop {\mathrm {tg} } \,\alpha \,,}
{\displaystyle \mathop {\mathrm {ctg} } \,\left(-\alpha \right)=-\mathop {\mathrm {ctg} } \,\alpha \,,}
{\displaystyle \sec \left(-\alpha \right)=\sec \alpha \,,}
{\displaystyle \mathop {\mathrm {cosec} } \,\left(-\alpha \right)=-\mathop {\mathrm {cosec} } \,\alpha \,.}

## Гранична вредност
На слици (4) лево видимо тетиву {\displaystyle {\overline {DAH}}} која је сигурно краћа од лука {\displaystyle {\widehat {DBH}}.} Тетива је најкраће растојање између две тачке на кружници. Зато је полутетива {\displaystyle {\overline {DA}}} краћа од полулука {\displaystyle {\widehat {DB}}.} Троугао OAD, са оштрим углом φ је правоугли. Прави угао је у темену А, катета ОА износи {\displaystyle \cos \phi }, катета DA износи {\displaystyle \sin \phi }, хипотенуза је дужине један. Када је угао у радијанима и {\displaystyle 0<\phi <{\frac {\pi }{2}},} тада је
Теорема 1{\displaystyle \lim _{\phi \to 0}\sin \phi =0,\;\lim _{\phi \to 0}\cos \phi =1.}
Доказ: Следи из {\displaystyle 0<\sin \phi <{\widehat {DB}}=\phi } и {\displaystyle 0<1-\cos \phi <{\overline {AB}}<{\overline {DB}}<{\widehat {DB}}=\phi .} Крај. 
Када угао тежи нули преко позитивних вредности, синус је тада позитиван, а негативан је када угао тежи нули преко негативних вредности. Напротив, косинус је у оба случаја позитиван. Из тога произилазе лимеси за котангенс: {\displaystyle \lim _{x\to +0}\operatorname {ctg} x=+\infty ,\;\lim _{x\to -0}\operatorname {ctg} x=-\infty .} Заменом х са комплементним углом добићете одговарајуће лимесе за тангенс.
Теорема 2{\displaystyle \lim _{x\to \ 0}{\frac {\sin x}{x}}=1.}
ДоказНа слици (5) десно, површина правоуглог троугла OAD мања је од површине кружног исечка OBD, а ова опет мања од површине правоуглог троугла OBE. Назовимо са х угао BOE. Отуда {\displaystyle {\frac {\sin x\cos x}{2}}<{\frac {x}{2}}<{\frac {\operatorname {tg} x}{2}}.} Поделимо ли ове неједнакости са (позитивним) {\displaystyle {\frac {\sin x}{2}},} добићемо {\displaystyle \cos x<{\frac {x}{\sin x}}<{\frac {1}{\cos x}},} а отуда {\displaystyle {\frac {1}{\cos x}}>{\frac {\sin x}{x}}>\cos x.} Са {\displaystyle x\to 0} вреди {\displaystyle \cos x\to 1,\;{\frac {1}{\cos x}}\to 1,} па је {\displaystyle {\frac {\sin x}{x}}\to 1.} Синус је парна функција па је доказ за негативне углове исти. Крај доказа.

## Извод
Извод функције f(x) по дефиницији је гранична вредност: {\displaystyle f'(x)=\lim _{\Delta x\to 0}{\frac {\Delta f(x)}{\Delta x}}=\lim _{\Delta x\to 0}{\frac {f(x+\Delta x)-f(x)}{\Delta x}}.}
Теорема 3(а) {\displaystyle (\sin x)'=\cos x,\,}
(б) {\displaystyle (\cos x)'=-\sin x,\,}
(в) {\displaystyle (\operatorname {tg} x)'=\sec ^{2}x.\,}
(г) {\displaystyle (\operatorname {ctg} x)'=-\csc ^{2}x.\,}
Доказ(а) {\displaystyle \Delta \sin x=\sin(x+\Delta x)-\sin x=2\cos \left(x+{\frac {\Delta x}{2}}\right)\sin {\frac {\Delta x}{2}},} па је 
{\displaystyle {\frac {\Delta \sin x}{\Delta x}}={\frac {\cos(x+{\frac {\Delta x}{2}})}{\frac {\Delta x}{2}}}\rightarrow \cos x,} када {\displaystyle \Delta x\rightarrow 0} (теорема 2).
(б) Због {\displaystyle \cos x=\sin({\frac {\pi }{2}}-x),} биће {\displaystyle (\cos x)'=\cos({\frac {\pi }{2}}-x)\cdot ({\frac {\pi }{2}}-x)'=-\cos({\frac {\pi }{2}}-x)=-\sin x.}
(в) Извод количника {\displaystyle (\operatorname {tg} x)'=\left({\frac {\sin x}{\cos x}}\right)'=}
{\displaystyle ={\frac {\sin 'x\cos x-\cos 'x\sin x}{\cos ^{2}x}}={\frac {\cos ^{2}x+\sin ^{2}x}{\cos ^{2}x}}={\frac {1}{\cos ^{2}x}}=\sec ^{2}x.}
(г) Извод количника {\displaystyle (\operatorname {ctg} x)'=\left({\frac {\cos x}{\sin x}}\right)'=}
{\displaystyle ={\frac {\cos 'x\sin x-\sin 'x\cos x}{\sin ^{2}x}}={\frac {-\sin ^{2}x-\cos ^{2}x}{\sin ^{2}x}}=-{\frac {1}{\sin ^{2}x}}=-\csc ^{2}x.} Крај доказа 3.

## Интеграли тригонометријских функција
Интеграли неких тригонометријских функција приказани су овде:
| {\displaystyle \ \ \ \ f(x)} | {\displaystyle \ \ \ \ f'(x)}                   | {\displaystyle \int f(x)\,dx}                         |
| {\displaystyle \,\ \sin x}   | {\displaystyle \,\ \cos x}                      | {\displaystyle \,\ -\cos x+C}                         |
| {\displaystyle \,\ \cos x}   | {\displaystyle \,\ -\sin x}                     | {\displaystyle \,\ \sin x+C}                          |
| {\displaystyle \,\ \tan x}   | {\displaystyle \,\ \sec ^{2}x=1+\tan ^{2}x}     | {\displaystyle -\ln \left\|\cos x\right\|+C}          |
| {\displaystyle \,\ \cot x}   | {\displaystyle \,\ -\csc ^{2}x=-(1+\cot ^{2}x)} | {\displaystyle \ln \left\|\sin x\right\|+C}           |
| {\displaystyle \,\ \sec x}   | {\displaystyle \,\ \sec x\tan x}                | {\displaystyle \ln \left\|\sec x+\tan x\right\|+C}    |
| {\displaystyle \,\ \csc x}   | {\displaystyle \,\ -\csc x\cot x}               | {\displaystyle \ -\ln \left\|\csc x+\cot x\right\|+C} |

## Друге особине
Преглед скоро свих особина тригонометријских функција које се тичу решавања троуглова дат је у прилогу: равнинска тригонометрија.
У посебном прилогу могу се пронаћи докази за адиционе формуле, где спадају и формуле за двоструке углове, затим половине углова, те представљање збира и разлике тригонометријских функција помоћу производа и обратно, и изражавање осталих тригонометријских функција помоћу тангенса половине угла.
Такође, у посебном прилогу се налазе тригонометријске једначине.

## Тригонометријске функције као решења диференцијалних једначина
Тригонометријске функције косинус и синус могу се представити као решења диференцијалне једначине:
{\displaystyle {\frac {d^{2}}{d\varphi ^{2}}}R(\varphi )=-R(\varphi ),}
са почетним условом {\displaystyle \cos(0)=\sin '(0)=1}.
{\displaystyle \ \cos ''x=-\cos x,}
{\displaystyle \ \sin ''x=-\sin x.}

## Тригонометријске функције као решења функционалних једначина
Функције косинус и синус се могу одредити као непрекидна решења система функционалних једначина:
{\displaystyle \left\{{\begin{array}{rcl}f(x+y)&=&f(x)f(y)-g(x)g(y)\\g(x+y)&=&g(x)f(y)+f(x)g(y)\end{array}}\right.}

## Инверзне тригонометријске функције
Инверзне тригонометријске функције су arcsin x (аркус синус икс), arccos x (аркус косинус), arctg x (аркус тангенс), arcctg x (аркус котангенс). Оне су инверзне тригонометријским функцијама sin x (синус икс), cos x (косинус), tg x (тангенс), ctg x (котангенс). Префикс аркус потиче од латинске речи arcus - лук, угао. Називају се још и циклометријским функцијама.
{\displaystyle {\begin{matrix}{\mbox{za}}&-{\frac {\pi }{2}}\leq y\leq {\frac {\pi }{2}},&y=\arcsin x&{\mbox{ako}}&x=\sin y\,;\\\\{\mbox{za}}&0\leq y\leq \pi ,&y=\arccos x&{\mbox{ako}}&x=\cos y\,;\\\\{\mbox{za}}&-{\frac {\pi }{2}}<y<{\frac {\pi }{2}},&y=\arctan x&{\mbox{ako}}&x=\tan y\,;\\\\{\mbox{za}}&-{\frac {\pi }{2}}\leq y\leq {\frac {\pi }{2}},y\neq 0,&y=\operatorname {arccsc} x&{\mbox{ako}}&x=\csc y\,;\\\\{\mbox{za}}&0\leq y\leq \pi ,y\neq {\frac {\pi }{2}},&y=\operatorname {arcsec} x&{\mbox{ako}}&x=\sec y\,;\\\\{\mbox{za}}&0<y<\pi ,&y=\operatorname {arccot} x&{\mbox{ako}}&x=\cot y\,.\end{matrix}}}

## Примена у физици
Примена тригонометрије и тригонометријских функција у физици је јако велика.
Тако се на пример прилично користе у анализи простирања таласа, описивању хармонијских осцилација као периодичног кретања, представљања наизменичне струје итд.